# 胰多肽
胰多肽（英語：Pancreatic polypeptide，簡稱PP）是由內分泌胰腺中的PP細胞分泌的多肽。它調節胰腺分泌活動，還影響肝糖原儲存和胃腸道分泌。其分泌可能會受到某些內分泌腫瘤的影響。

## 外部鏈接
- 醫學主題詞表（MeSH）：Pancreatic+polypeptide